# Мушинский, Эдвард Ян
Э́двард Ян Муши́нский (пол. Edward Jan Muszynski, 20 сентября 1911, Загожице, Польша — 15 марта 1968 года, Кельце, Польша) — католический епископ, вспомогательный епископ епархии Кельце с 26 октября 1960 года по 15 марта 1968 год.

## Биография
15 июня 1935 года Эдвард Ян Мушинский был рукоположен в священника епископом Кельце Августином Лосинским. Служил в различных католических приходах епархии Кельце.
7 января 1972 года Римский папа Иоанн XXIII назначил Эдварда Яна Мушинского вспомогательным епископом епархии Кельце и титулярным епископом Мастауры Азиатской. 27 августа 1961 года состоялось рукоположение Эдварда Яна Мушинского в епископа, которое совершил епископ Кельце Чеслав Качмарек в сослужении с епископом Люблина Петром Калвой и вспомогательным епископом епархии Кельце и титулярным епископом Летополиса Яном Ярошевичем.
Участвовал во II сессии Второго Ватиканского собора.